# Biemna macrorhaphis
Biemna macrorhaphis är en svampdjursart som beskrevs av Jörn Hentschel 1914. Biemna macrorhaphis ingår i släktet Biemna och familjen Desmacellidae. Inga underarter finns listade i Catalogue of Life.